# Otto Schmeil

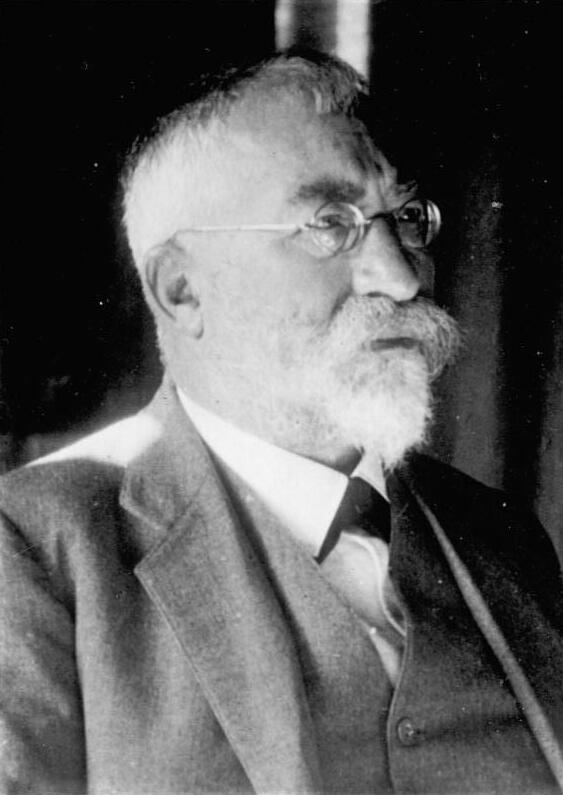
Otto Schmeil (1930)

Otto Schmeil (* 3. Februar 1860 in Großkugel, Provinz Sachsen; † 3. Februar 1943 in Heidelberg) war ein deutscher Biologe, Pädagoge und Autor. Er gilt als Reformator des biologischen Unterrichts. Sein botanisches Autorenkürzel lautet „Schmeil“.

## Leben
Schmeil wurde als Sohn eines Dorfschullehrers geboren und besuchte zunächst in Großkugel und Gröbers die Dorfschule. Nachdem sein Vater bei einem Schulausflug tödlich verunglückt war, besuchte Schmeil im Alter von 10 bis 14 Jahren die Latina der Franckeschen Stiftungen in Halle (Saale) und fand Aufnahme in der dortigen Waisenanstalt. Schmeil schlug dann, wie Vater und Großvater, die Ausbildung zum Lehrer ein. 1874 besuchte er hierfür zweieinhalb Jahre lang die Königliche Präparanden-Anstalt in Quedlinburg, um dann 1877 auf das Lehrerseminar in Eisleben zu wechseln, wo er 1880 die Abgangsprüfung bestand.
Schmeil trat 1880 seine erste Stelle als Lehrer in der Kleinstadt Zörbig an, wo er seine spätere Frau Bertha Denck kennenlernte. 1883 ging er als Lehrer an die Volksschulen nach Halle (Saale), wo er Vorsitzender des örtlichen Lehrervereins wurde. Mit Ablegung der Mittelschullehrerpüfung 1887 und der Rektorenprüfung 1888 qualifizierte er sich für zukünftige Aufgaben. Sein Interesse galt schon seit Zörbiger Zeiten ganz besonders der Biologie. Nebenberuflich studierte Schmeil Biologie an der Universität Leipzig. 1891 wurde er mit einer Dissertation über Ruderfußkrebse (Copepoda) bei Rudolf Leuckart mit „summa cum laude“ promoviert.
Am 12. Oktober 1889 wurde Schmeil in die Freimaurerloge Zu den fünf Türmen am Salzquell in Halle (Saale) aufgenommen. Während seines Aufenthalts in Marburg beteiligte er sich als besuchender Bruder  und Vortragender aktiv an der Arbeit der Loge Marc Aurel zum flammenden Stern. Auch in Heidelberg war er als Freimaurer aktiv, wie das Mitgliederverzeichnis der Loge Ruprecht zu den fünf Rosen ausweist.
1894 übernahm Schmeil die Rektorenstelle an der großen Wilhelmstädter Volksschule in Magdeburg. Dort unterrichteten 40 Lehrer 1400 Schüler. Hier begann er mit der Reform des naturgeschichtlichen Unterrichts, die ihren Ausdruck z. B. in der Anlage eines Schulgartens oder in der Publikation pädagogischer Denkschriften wie der 1896 veröffentlichten Arbeit Über Reformbestrebungen auf dem Gebiet des naturgeschichtlichen Unterrichts fand. Schmeil engagierte sich auch in der Leitung des Deutschen Lehrer-Vereins. Mit Friedrich Junge und Karl August Möbius gehörte er zu den bedeutendsten deutschen Reformern, die eine biologische Sicht auf die Natur mit moderner Schulpädagogik zu verbinden suchten.
Schmeils Schulbücher für den Naturkundeunterricht verließen die bisherige morphologische Betrachtungsweise hin zu einem Beobachten der Natur und dem Entdecken kausaler Zusammenhänge. Insbesondere modifizierte er die (auch bei ihm noch erhaltene) aus universitären Lehrbüchern stammende taxonomischen Anordnung und Aneinanderreihung taxonomischer bedeutender Merkmale einzelner Tierarten um kindgerechte Beschreibungen von Verhalten, Ökologie und anderen biologischen Phänomenen.
Hierzu war für ihn die Naturbeobachtung unabdingbare Voraussetzung. Unter diesen Gesichtspunkten schuf Schmeil ab 1898 Lehrbücher der Zoologie und Botanik. Ab 1900 veröffentlichte er für Schüler gekürzte Leitfäden und Grundrisse. In seine Werke bezog er die Menschenkunde und Gesundheitslehre mit ein. Seine Bücher zeichneten sich durch einen leicht verständlichen Text, Tafeln, Zeichnungen und – erstmals für ein Biologielehrbuch – auch Fotografien aus. Als Beispiel für seinen unverwechselbaren Stil, aus dem seine Liebe zur Natur hervorgeht und der in heutigen Biologiebüchern (wohl weil als unwissenschaftlich erachtet) nicht mehr zu finden ist, mag folgendes Zitat über die Hauskatze dienen:

„Für zahlreiche Menschen ist sie zugleich ein lieber Hausgenosse. Wir freuen uns über ihre gewandten Bewegungen, ihre Zutraulichkeit und Reinlichkeit. Wie sorgsam putzt sie ihr weiches Fell!“

Ebenso typisch sind die praxisnahen Aufgabenstellungen wie z. B.

„1. Beobachte die Katze, wie sie ihre Jungen pflegt und mit ihnen spielt! Bestimme alle zwei Wochen die Größe und das Gewicht der jungen Kätzchen! […] 3. Berühre die Schnurrhaare einer schlafenden Katze! […] 5. Fertige nach der Abbildung S. 25 ein Modell der Katzenzehe an: Schneide aus Pappe Stücke, die die Zehenglieder darstellen; befestige auf einem Brette das Krallenglied so, daß es um einen Nagel drehbar ist, und klebe die anderen Zehenglieder auf!“

Andauernde Bekanntheit erreichte er mit dem Pflanzenbestimmungsbuch Flora von Deutschland und seinen angrenzenden Gebieten (Schmeil-Fitschen), das in Zusammenarbeit mit dem Magdeburger Lehrer Jost Fitschen entstand und erstmals 1903 erschien. Das Buch hat mittlerweile unter wechselnden Bearbeitern 98 Auflagen im Verlag Quelle & Meyer erlebt und ist nach wie vor ein Standardwerk für Botaniker. Es wurde in zahlreiche Sprachen und auch in die Blindenschrift übersetzt. Die Gesamtauflage beträgt mittlerweile mehr als 2,5 Millionen Exemplare.
Schmeil verließ den preußischen Schuldienst 1904, um sich stärker seiner Autorentätigkeit widmen zu können. Vom Kultusministerium erhielt er für seine Verdienste 1904 den Professorentitel verliehen. Den Rest seines Lebens war er als Fachbuchautor tätig. Zunächst ging Schmeil nach Marburg, dann nach Wiesbaden. 1908 zog er nach Heidelberg, wo er sich eine Villa im Schloss-Wolfsbrunnenweg 29 errichten ließ. Die Sammlung der Universität stand ihm zur Verfügung.
Sein ältester Sohn Johannes, der in Hamburg als Arzt praktizierte, begründete mit seinem Testament die Schmeil-Stiftung. Diese fördert junge, bereits qualifizierte Wissenschaftler aus Biologie und Medizin. 2016 vergab sie erstmals den mit 15.000 € dotierten Otto-Schmeil-Preis, der von der Heidelberger Akademie der Wissenschaften verliehen wird.
Sein jüngerer Sohn Werner (* 10. Mai 1896 in Magdeburg; † 2. Mai 1968 in Heidelberg) war Verleger und seit 1934 in der Leitung des Verlages Quelle & Meyer in Leipzig tätig. Da er das Unternehmen dort nach dem Krieg nicht mehr fortführen konnte, verlegte er den Firmensitz nach Heidelberg.

## Ehrung
Eine Straße in seinem Geburtsort Großkugel trägt seinen Namen, ebenso ein Weg am Schlossberg in Heidelberg. Auch an seinem Wirkungsort als Pädagoge und Schulleiter in Magdeburg ist eine Straße nach ihm benannt. Die Sekundarschule in Gröbers trägt den Namen „Prof. Otto Schmeil“.

## Veröffentlichungen

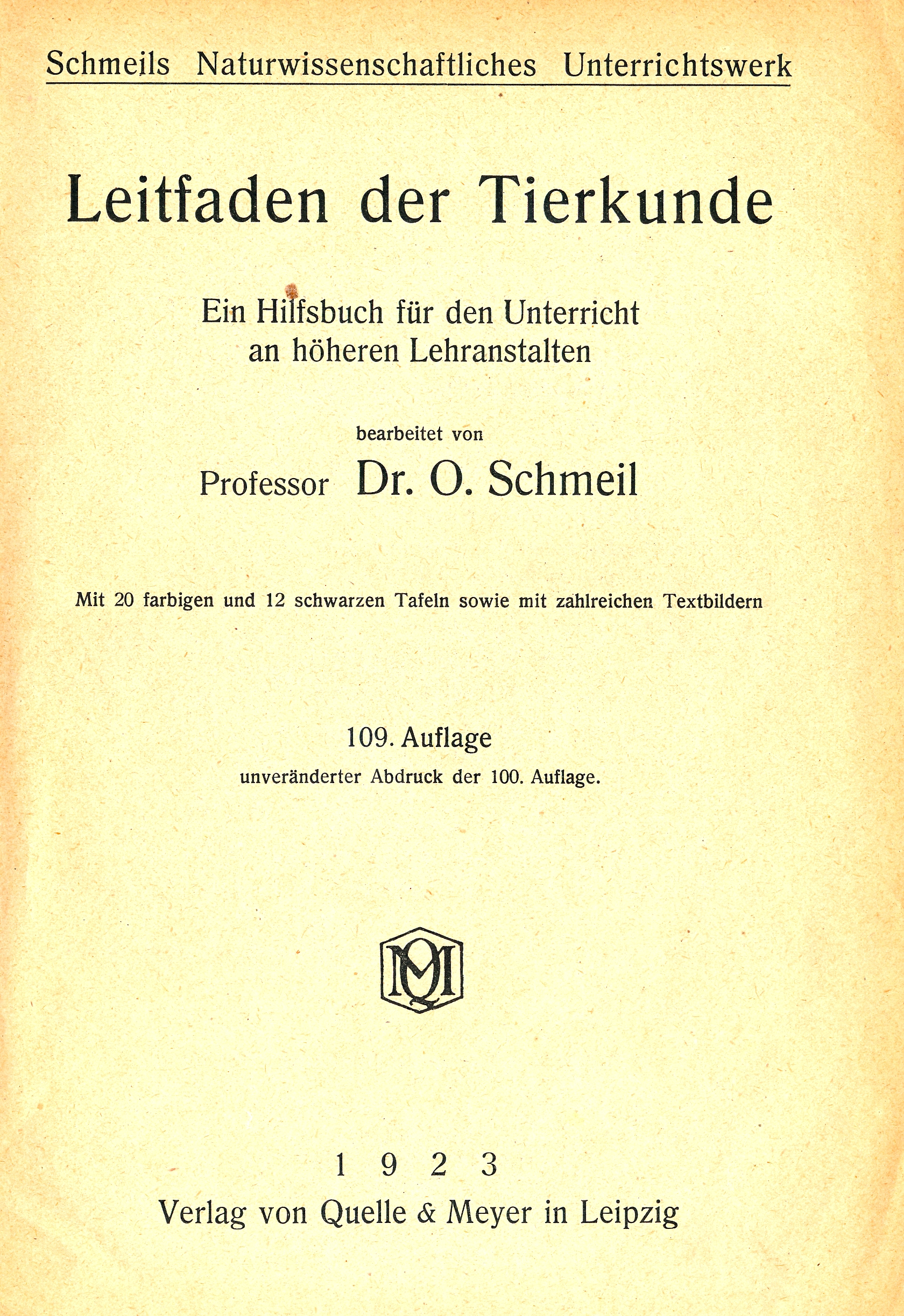
Titelseite einer frühen Ausgabe von Leitfaden der Tierkunde, Leipzig 1923

- Beiträge zur Kenntnis der Süsswasser-Copepoden Deutschlands mit besonderer Berücksichtigung der Cyclopiden, 1891, Dissertation, in Zeitschrift für Naturwissenschaft 64, 1891.
- Deutschlands freilebende Süsswasser-Copepoden, in Bibliotheca zoologica, 1892, 1893.
- Über die Reformbestrebungen auf dem Gebiet des naturgeschichtlichen Unterrichts, 1896.
- Lehrbuch der Zoologie, 1898.
- Leitfaden der Zoologie, 1900.
- Lehrbuch der Botanik, Quelle & Meyer, Leipzig 1903.
- Der Mensch, 1904 (Ab 85. Auflage 1936 im Sinne der nationalsozialistischen Rassenhygiene bearbeitet von Paul Eichler, mit dem Untertitel Menschenkunde, Gesundheitslehre, Vererbungslehre, Rassenhygiene, Familienkunde, Rassenkunde, Bevölkerungspolitik)
- Leitfaden der Botanik, 1905.
- Schmeils Biologisches Unterrichtswerk: Pflanzenkunde
  - Leitfaden der Pflanzenkunde. 171. Auflage. Leipzig 1937
- Schmeils Biologisches Unterrichtswerk: Tierkunde
  - Leitfaden der Tierkunde. Leipzig 1937
- mit Jost Fitschen: Flora von Deutschland und seinen angrenzenden Gebieten, 1903; 88. Auflage, bearbeitet von Werner Rauh und Karlheinz Senghas, Heidelberg/Wiesbaden 1988; Auflage Februar 2003 als Flora von Deutschland und angrenzender Länder, ISBN 3-494-01328-4.